# Sleepover
Sleepover (Pijamada) es una película del año 2004, dirigida por Joe Nussbaum y protagonizada por Alexa Vega, se ve como quedarte a dormir en casa de tu novio viendo películas y tomando tragos.

## Sinopsis
La película muestra la vida de cuatro chicas que, poco antes de empezar el instituto, deciden jugar a "cazar el tesoro" teniendo como premio el puesto  para almorzar y ser populares. Mientras una de las chicas se prepara para cambiar de ciudad, su mejor amiga Julie (Alexa Vega) da una fiesta de cumpleaños las cosas se salen de control al lograr el ansiado premio mientras son perseguidas por el guardia de seguridad de su barrio y al mismo tiempo en la búsqueda de Julie del chico de sus sueños (Sean Faris).

## Reparto
1. Alexa Vega como Julie.
2. Mika Boorem como Hannah.
3. Jane Lynch como Gabby (madre de Julie y Ren).
4. Sam Huntington como Ren.
5. Sara Paxton como Staci.
6. Sean Faris como Steve.
7. Evan Peters como Russell.
8. Scout Taylor-Compton como Farrah.
9. Douglas Smith como Gregg.
10. Katija Pevec como Molly.
11. Steve Carell como Sherman.
12. Jeff Garlin como Jay (padre de Julie y Ren).
13. Kallie Flynn Childress como Yancy.
14. Eileen April Boylan como Jenna.
15. Brie Larson como Liz
16. Hunter Parrish como Lance.